# Shadow of the Beast (videojuego de 2016)
Shadow of the Beast es un juego de acción y aventura desarrollado por Heavy Espectros Entertainment Labs y publicado por Sony Interactive Entertainment para PlayStation 4 en 2016. Es un remake y reimaginación del juego de 1989 del mismo nombre.

## Juego
La jugabilidad de Shadow of the Beast combina elementos de plataforma y acción, con la introducción de combos. Los jugadores tienen que derrotar a los enemigos. Esto se consigue contraatacando para abatirlos; los enemigos con escudo deben ser esquivados para derrotarlos. Cuenta con una barra de salud tradicional, combos mediante quick time events, trampas y puzles. El juego cuenta con el desplazamiento de paralaje del título original, utilizando algunos elementos 3D.
El Shadow of the Beast original se incluye en el remake como un extra desbloqueable. Se ha añadido un modo de "vidas infinitas" para facilitar el juego original.

## Trama
El juego sigue la historia de su predecesor original. Los jugadores controlan a Aarbron, un séptimo nacido de un séptimo niño, que nació tan fuerte que Maletoth, un segador de espíritus, vio en él el potencial para tener un gran poder. Maletoth secuestra a Aarbron. Mientras la madre de Aarbron lidera la búsqueda de su hijo, pereciendo en el proceso, Maletoth lleva a Aarbron a la Puerta de las Almas, donde ordenó al Consejo de Magos que corrompiera a Aarbron mediante la magia. Aarbron se convierte en un monstruoso guerrero-sirviente manipulado por Maletoth para su búsqueda de la conquista del mundo.
Más tarde, Maletoth se entera de la existencia de otro niño fuerte, por lo que encarga al mago Zelek que secuestre a este niño utilizando a Aarbron. Mientras tanto, el padre de Aarbron ha recurrido a los Buscadores, un grupo de personas dedicadas a detener a Maletoth. Los Buscadores descubren el plan de Maletoth de secuestrar a este segundo niño para sustituir a Aarbron. Los Buscadores encuentran a la niña antes que Zelek en el intento de mantenerla a salvo de Maletoth. Sin embargo, Zelek se entera de este plan y utiliza a Aarbron para masacrar a todos los implicados en la protección de la niña, incluido el padre de Aarbron.
Matar a su padre despierta a Aarbron. Éste persigue a Zelek, que se ha refugiado en las tierras de las dríadas y ha entregado al niño a la reina del país. La Reina envía al niño a Maletoth, mientras intenta sin éxito matar a Aarbron. El niño es entregado a Maletoth, mientras que Aarbron se entera de las maquinaciones de Maletoth por un Zelek moribundo.
Aarbron va al castillo de Hydrath para derrotar a Hidrath y entrar en el portal que lleva a Maletoth. El Centinela, otra creación de Maletoth que busca venganza, ve en Aarbron el poder para enfrentarse finalmente a Maletoth y le ayuda en este empeño. El Centinela lleva a Aarbron al Cementerio de los Caídos para que pueda canalizar el alma atrapada allí y obtener poder. Con el poder de estas almas, Aarbron derrota a Maletoth, tomando su poder para sí mismo.

## Desarrollo
Shadow of the Beast fue anunciado para PlayStation 4 durante la gamescom. Se reveló el primer tráiler, junto con el anuncio de que Heavy Spectrum Entertainment Labs era el desarrollador del juego. Las primeras imágenes de juego durante el E3 2015. El juego salió a la venta el 17 de mayo de 2016.
El juego utiliza el Unreal Engine 4 como tecnología de motor subyacente, y Audiokinetic Wwise para el audio.

## Recepción
Shadow of the Beast recibió "críticas mixtas o medias", según el agregador de críticas Metacritic. IGN le otorgó una puntuación de 7,6 sobre 10, declarando: "Un combate sangriento y elegante y un ambiente de otro mundo hacen de Shadow of the Beast un exitoso reinicio del clásico de Amiga". En Metro, David Jenkins describió el juego como un producto que se inspira en el arte y el concepto del original, algo defectuoso, y lo combina con influencias de juegos de acción modernos, como Castlevania: Lords of Shadow y Heavenly Sword, para crear algo más grande que su propio legado. GameSpot le otorgó una crítica más negativa de 5 sobre 10, afirmando que "Para un remake, no es una buena señal que lo mejor del Shadow of the Beast moderno sea volver a visitar el juego que lo inspiró".